# Presbytis rubicunda
El langur marrón (Presbytis rubicunda) es una especie de primate catarrino de la familia Cercopithecidae. Se encuentra en la isla de Borneo y en las vecinas islas Karimata (P. rubicunda carimatae).
De longitud en la cabeza y el cuerpo logra de 41 a 57 cm. La cola mide de 67 a 73 cm. El peso es de 5.7 a 6.2 kg.
Habita en las selvas lluviosas.
Se mantiene en grupos que cuentan de tres a ocho individuos. Estos grupos son integrados por un macho adulto, hembras adultas, adolescentes y las crías.
La alimentación consiste de hojas, frutas y flores. Complementa su dieta con invertebrados.